# 担保信托公司诉约克案
担保信托公司诉约克案（英語：Guaranty Trust Co. v. York 326 US 99 (1945)）是美国最高法院的一个案件，该案件描述了联邦法院如何遵守州法律。弗兰克福特大法官发表了多数意见，进一步完善了伊利铁路公司诉汤普金斯案中提出的原则，该原则是，在联邦法院审理案件的过程中，针对实体问题应当适用州法，针对程序问题应当适用联邦诉讼法，由此带来了规则属性争议问题。

## 背景
1938年通过的伊利原则认为，虽然联邦法律在程序问题上具有决定性，但州法律应该控制实质性问题，从而防止当事人在州法院和联邦法院之间“选择法庭”（forum shopping）。本案中的被告辩称，根据纽约州的诉讼时效（statute of limitations）规定，原告的诉讼已超过时效。原告反驳说，相关的诉讼时效是“程序性的”，而不是“实体”法，因此不属于伊利案所确立的原则的范围。

## 法院的裁决
法院放弃了这种实体/程序上的区别，并表示无论案件是在州法院还是联邦法院审理，结果都应该基本相同。因此，法院设立了“结果决定性测试”来决定某项州法律是否必须在联邦法院遵守—如果结果实质上相同，那么联邦法院可以适用自己的规则，而不是州法。法院判定本案适用纽约州的诉讼时效，因此撤销原判并发回重审。
该规则首先在Byrd v. Blue Ridge Rural Electric Cooperative, Inc. 案中得到完善，随后在随后几十年的一系列相关案件中得到更具体的定义。